# Stanisław Poziomek
Stanisław Poziomek (ur. 22 marca 1908, poległ 11 kwietnia 1944) – podpułkownik dyplomowany obserwator Wojska Polskiego, kawaler Krzyża Srebrnego Orderu Wojennego Virtuti Militari.

## Życiorys
15 sierpnia 1931 Prezydent RP mianował go podporucznikiem ze starszeństwem z dniem 15 sierpnia 1931 i 15. lokatą w korpusie oficerów piechoty, a Minister Spraw Wojskowych przydzielił do 36 pułku piechoty Legii Akademickiej w Warszawie. 22 lutego 1934 awansował na stopień porucznika ze starszeństwem z dniem 1 stycznia 1934 i 83. lokatą w korpusie oficerów piechoty. W tym samym roku został przeniesiony do 5 pułku lotniczego w Lidzie. W latach 1937–1939 był słuchaczem Wyższej Szkoły Wojennej Warszawie.
Po kampanii wrześniowej przedostał się do Anglii, gdzie od 14 listopada 1941 do 15 sierpnia dowodził dywizjonem 304, a następnie przeniesiony do Inspektoratu Polskich Sił Powietrznych w Londynie. W trzeciej dekadzie kwietnia 1943, na wniosek gen. Stanisława Ujejskiego, został przeniesiony do Stacji Zbornej Oficerów Rothesay. 30 lipca został skazany przez 9. Sąd Polowy z art. 68 kodeksu karnego wojskowego (organizowanie zebrań bądź zbieranie podpisów w celu przedstawienia wspólnego stanowiska lub zażalenia w jakiejś sprawie) na trzy tygodnie twierdzy. 
14 września 1943 Naczelny Wódz gen. Kazimierz Sosnkowski wyznaczył go na stanowisko zastępcy szefa sztabu Inspektora PSP. Później został awansowany na stopień podpułkownika. 11 kwietnia 1944 podczas wizytacji 304 dywizjonu bombowego w Chivenor zgłosił się jako „nadliczbowy” do składu załogi samolotu Vickers „Wellington” Mk XIV nr A 188, która miała patrolować rejon Zatoki Biskajskiej i zwalczać niemieckie okręty podwodne. Podczas wykonywania zadania samolot został zaatakowany przez niemieckie myśliwce i zestrzelony. Zginęła cała załoga: S/Ldr E.T. Stańczuk, F/Lr L.K. Małynicz, W/O W. Czekalski, F/Sgt F. Matlak, F/Sgt E.M. Siadecki, F/Sgt B. Szpinalski oraz ppłk Poziomek. Pochowany na cmentarzu w Bilbao w Hiszpanii.

## Ordery i odznaczenia
- Krzyż Srebrny Orderu Wojennego Virtuti Militari nr 9114[7]
- Krzyż Walecznych – czterokrotnie
- Medal Lotniczy – trzykrotnie
- Polowa Odznaka Obserwatora
- Zaszczytny Krzyż Lotniczy – odznaczenie brytyjskie